# Andrzej Piotrowski (biegacz)
Andrzej Piotrowski (ur. 2 sierpnia 1983) – polski lekkoatleta wyczynowy, uprawiający biegi długodystansowe. Wielokrotny Mistrz Polski w biegu 24-godzinnym i rekordzista Polski w biegu na 50 mil, 100 mil, 12-godzinnym i 24-godzinnym (PZLA zamiast rekordów kraju odnotowuje w tej konkurencji „najlepsze wyniki w historii”) oraz wicemistrz Europy w biegu 24-godzinnym i brązowy medalista Mistrzostw Świata w biegu 48-godzinnym.

## Życiorys
Amatorską działalność sportową rozpoczął w 2016 r. w wieku 33 lat.
W zawodach dobowych zadebiutował podczas Mistrzostw Polski w biegu 24-godzinnym w 2018 r. i z wynikiem 243,412 km wygrał bieg w kategorii Open. Za ten występ nie otrzymał oficjalnego tytułu Mistrza Polski, ponieważ do PZLA przystąpił dopiero po zawodach. Obecnie reprezentuje Wawel Kraków.
Podczas odbywających się w ramach Supermaratonu Stulecia w Warszawie Mistrzostw Polski w biegu na 100 km w 2018 r. uzyskał trzecie miejsce z czasem 7:33:06. W tym samym roku zwyciężył w biegu 12-godzinnym w ramach Gali Biegów Ultra w Krakowie z wynikiem 139,760 km oraz w rozgrywanym na dystansie 100 km Supermaratonie Kalisia z czasem 7:49:07.
W 2019 roku uczestniczył w biegu 48-godzinnym w Atenach, zawody zakończył jednak po 24 godzinach z dystansem 245 km. 7 kwietnia został Mistrzem Polski w biegu 24-godzinnym podczas zawodów w Supraślu z wynikiem 255,499 km. Mistrzostwa Polski w biegu na 100 km mimo kontuzji ukończył na czwartej pozycji. Podczas Mistrzostw Świata w biegu 24-godzinnym w Albi zdobył 6. miejsce ustanawiając rekord Polski z wynikiem 267 964 km.
W 2020 roku podczas XXII Międzynarodowego Biegu 12-godzinnego w Rudzie Śląskiej ustanowił nowy rekord Polski z wynikiem 152,541 km. W Mistrzostwach Polski 2020 w Pabianicach w biegu na 100 km z wynikiem 7:01:00 ponownie zdobył brązowy medal. Ze względu na zbieżność dat, nie brał udziału w mistrzostwach w biegu 24-godzinnym.
W 2021 podczas zawodów „6 Godzin Pełnej Mocy” w Warszawie z wynikiem 88,219 km (czwarty najlepszy wynik w Polsce w historii) zdobył drugie miejsce za Dariuszem Nóżyńskim oraz zwyciężył w biegu 12-godzinnym w Bad Blumau z wynikiem 157,880 km, poprawiając rekord trasy oraz własny rekord kraju. Podczas Mistrzostw Polski w biegu 24-godzinnym w 2021 roku w Pabianicach również poprawił własny rekord kraju z wynikiem 272,606 km i ponownie uzyskał tytuł Mistrza Polski. Był to najszybszy bieg w historii, padło w nim wiele rekordów. W kategorii Open Piotrowski zajął trzecie miejsce, zwyciężył Aleksandr Sorokin, znacząco poprawiając rekord świata, drugie miejsce zajął Andrii Tkaczuk, którego wynik również był lepszy od wcześniejszego rekordu w biegu na 24 h na asfalcie.
W 2022 roku podczas pierwszych Mistrzostw Polski w biegu 6-godzinnym odbywających się na Stadionie Śląskim w Chorzowie ponownie zajął drugie miejsce z wynikiem 88,020 km. 4 tygodnie później w Pabianicach po raz trzeci został Mistrzem Polski w biegu 24-godzinnym, z wynikiem 282,201 km, poprawiając własny rekord kraju o 10 km. Podczas Mistrzostw Świata rozgrywanych w Bernau bei Berlin z wynikiem 6:35:48 ponownie poprawił rekord życiowy i zajął 11. miejsce. 4 tygodnie później w Weronie został wicemistrzem i drużynowym mistrzem Europy w biegu 24 h. Poprawił jednocześnie rekord kraju do 301,859 km i został trzecim w historii biegaczem, który przekroczył granicę 300 km. Drużynowo obie polskie drużyny osiągnęły najlepszy wynik w historii mistrzostw. 4 grudnia wygrał bieg 24-godzinny w Taipei przebiegając 277,2 km.
1 kwietnia 2023 roku podczas Mistrzostw Słowenii w biegu 12-godzinnym ponownie uzyskał najlepszy wynik, poprawiając rekord kraju na 12 godzin (166,37 km - trzecie miejsce na świecie) oraz 100 mil (11:33:00 – szóste miejsce na świecie). 7 maja w Pabianicach obronił tytuł Mistrza Polski z wynikiem 265,130 km. Podczas rozgrywanych 2 grudnia w Tajpej Mistrzostw Świata w biegu 24-godzinnym zdobył srebrny medal w drużynie z Andrzejem Mazurem i Mariuszem Napiórkowskim, indywidualnie zajął szóste miejsce.
7 grudnia 2024 roku w Bengaluru zajął 14. miejsce podczas Mistrzostw Świata w biegu na 100 km, jako najlepszy z Polaków. Tydzień później w Vaxjo podczas zawodów w biegu 24-godzinnym na śródczasach poprawił pięć najlepszych halowych wyników w historii Polski: 6h, 12h, 50 mil, 100 km i 100 mil oraz pobił 30-letni rekord Europy na dystansie 100 mil (12:55:56).
26 kwietnia 2025 podczas Mistrzostw Polski w biegu 6-godzinnym rozgrywanych w ramach zawodów 6 Godzin Pełnej Mocy w Warszawie triumfował z wynikiem 89,356 km, ustanawiając po drodze rekord kraju na 50 mil (5:22:32). 
2 czerwca 2025 w Pabianicach podczas Mount to Coast UltraPark Weekend GOMU osiągnął 446,525 km w biegu 48-godzinnym (drugi wynik w historii Polski za wynikiem Bartosza Fudali, który podczas tych samych zawodów poprawił rekord Polski), za co otrzymał brązowy indywidualny i złoty drużynowy medal Mistrzostw Świata oraz srebrny otwartych Mistrzostw Polski.
Piotrowski startuje również w biegach górskich i terenowych. W 2020 roku przebiegł indywidualnie Szlak Orlich Gniazd z czasem 14:17:54, pobijając wcześniejszy rekord trasy o przeszło dwie godziny, jest również rekordzistą Głównego Szlaku Świętokrzyskiego z czasem 8:00:26.

## Osiągnięcia
| Rok  | Impreza            | Miejsce           | Dyscyplina       | Pozycja                     | Wynik         |
| ---- | ------------------ | ----------------- | ---------------- | --------------------------- | ------------- |
| 2019 | Mistrzostwa Świata | Albi              | Bieg 24-godzinny | 6. miejsce (indywidualnie)  | 267,964 km RP |
| 2019 | Mistrzostwa Świata | Albi              | Bieg 24-godzinny | 4. miejsce (drużynowo)      | 748,179 km    |
| 2022 | Mistrzostwa Świata | Bernau bei Berlin | Bieg na 100 km   | 11. miejsce (indywidualnie) | 6:35:48       |
| 2022 | Mistrzostwa Świata | Bernau bei Berlin | Bieg na 100 km   | 6. miejsce (drużynowo)      | 20:31:40      |
| 2022 | Mistrzostwa Europy | Werona            | Bieg 24-godzinny | 2. miejsce (indywidualnie)  | 301,859 km RP |
| 2022 | Mistrzostwa Europy | Werona            | Bieg 24-godzinny | 1. miejsce (drużynowo)      | 825,526 km    |
| 2023 | Mistrzostwa Świata | Tajpej            | Bieg 24-godzinny | 6. miejsce (indywidualnie)  | 265,886 km    |
| 2023 | Mistrzostwa Świata | Tajpej            | Bieg 24-godzinny | 2. miejsce (drużynowo)      | 787,964 km    |
| 2024 | Mistrzostwa Świata | Bengaluru         | Bieg na 100 km   | 14. miejsce (indywidualnie) | 6:54:42       |
| 2024 | Mistrzostwa Świata | Bengaluru         | Bieg na 100 km   | 6. miejsce (drużynowo)      | 23:05:37      |
| 2025 | Mistrzostwa Świata | Pabianice         | Bieg 48-godzinny | 3. miejsce (indywidualnie)  | 446,525 km    |
| 2025 | Mistrzostwa Świata | Pabianice         | Bieg 48-godzinny | 1. miejsce (drużynowo)      | 911,877 km    |